# AeroVelo Atlas
AeroVelo Atlas er en menneskedrevet helikopter, der er udviklet for at deltage i Igor I. Sikorsky Human Powered Helicopter Competition.
Den 13. juni 2013, blev den den første til at opfylde målet i konkurrencen og vandt dermed præmien.

## Design og udvikling
AeroVelo, som er et hold studerende fra University of Toronto, påbegyndte testflyvning af deres quadrokopter Atlas den 28. august 2012. Atlas er den største mennedskedrevne helikopter, der nogensinde har fløjet.
Den maksimale effekt på 1,1 kW blev kun opnået i løbet af de første få sekunder af flyvningen, for at komme op i den krævede
flyvehøje af 3 meter. Ved slutningen af flyvningen var kraften blevet nedsat til 600 watt. Piloten Todd Reichert, der er cykelrytter,
havde specifikt trænet for, at opne en sådan kraftprofil.
Maskinen blev styret ved at læne cyklen, hvorved helikopterens ramme blev vredet og rotorakserne vippet.

## Operationel historie
Den 13. juni 2013 fløj AeroVelo deres Atlas og sendte data fra flyvningen til AHS International Human Powered Helicopter Competition Committee.
Efter panelet af tekniske eksperter havde gennemgået dataene fra flyvningen, annoncerede AHS International at flyvningen havde opfyldt
kriterierne for konkurrencen og at AeroVelo nu officielt var vindere.
Under flyvningen den 13. juni 2013, der fandt sted kl. 12:43 EDT, lykkedes det holdet at holde Atlas
flyvende i 64,11 sekunder, at nå en maksimal højde på 3,3 meter og ikke flytte sig mere end 9,8 meter fra startpunktet.
AHS International overdrog præmiesummen på $250.000 den 11. juli 2013.

## Specifikationer
Data fra Aviation Week and Space Technology 15. juli 2013
Generelle karateristika
- Besætning: 1
- Bruttovægt: 55 kg
- Nettovægt: 128 kg
- Motor: 1 × menneske , 1,1 kW (1,5 hk)
- Hovedrotor diameter: 4× 20,2 m
- Hovedrotor areal: 1.282 m2

Ydelse
- Operationshøjde : 3,3 m